# 摩尼誕生圖
《摩尼誕生圖》（英語： 或 ）是一幅元朝時期閩浙地區所繪製的摩尼教絹布彩畫，描繪該教創始人摩尼降生的場景，專事研究摩尼教的學者馬小鶴稱其為「稀世之珍」。該圖現藏日本九州國立博物館，繪製手法和藝術風格同《聖者傳圖 1》、《聖者傳圖 2》、《摩尼的父母》及《摩尼教宇宙圖》非常相似。其原是一幅大型摩尼教絹畫的一部份，如今絹畫已佚失，僅留下這幅誕生圖。

## 描述
根據匈牙利亞洲宗教藝術史學家古樂慈的研究，這幅畫主要呈現三個主題：榮福、化身、誕生慶典。畫面中心上方描繪十名身着鮮豔華服的伎樂天，駕兩朶五彩祥雲從天而降，他們在畫面中所處位置及腦後的頭光暗示其身份不凡。伎樂天的兩邊分別有四名天將裝扮的神靈，身披金甲足蹬黑靴，同樣立於五彩雲霧上。他們手持貢品或旗幟條幅，可能是出現在摩尼教文獻和藝術中的八名天軍神將，隸屬於榮耀之王。這些天將的形像亦見於《摩尼教宇宙圖》中的第七層天。
伎樂天正下方有一懸浮在蓮花臺上的透明球體，周圍環繞十朶飛花。這枚球體處於此畫的正中心，兩側各站立一名手捧貢品的女性供養人。球體中的圖像已破損，但仍可看出原本描繪的是一名趺坐於蓮臺上的人像，有頭光及背光。鑑於這枚球體在畫面中所處位置，其中人像很可能表現的是嬰孩摩尼。球體的下方可見一隻在華蓋下的紅色漆盒（嬰兒牀），剛降生的摩尼睡於其中，周圍分佈着人世樂手舞者，以及趕來慶賀的顯貴人士。
畫面左邊是一幢豪華的府第，其內描繪了兩個場景：摩尼的母親滿艷於摩尼降生前及降生後。滿艷身着白衣藍裙，頭戴高冠，身邊環繞着侍女。正對觀看者的場景是降生前，右側立於階梯上的場景就是降生後，可見嬰孩摩尼駕雲從其母親的胸前生出。嬰孩前方有六個蓮花座及三寶圖案。其他散落在綠色地面上的圖案還有一個金色十字架，位於透明球體右側偏下處，應是象徵「光明十字架」。左邊府第下方有三名貴族女子帶領兩名侍女正趕往睡着摩尼的漆盒。右下方描繪了三群人，都是男性，其中有身穿白、紅、藍長袍的顯貴，身後跟着一名侍從手擧一頂白色華蓋。顯貴後方有一身着藍袍的男子，被五名执旗手環繞，他很有可能是摩尼的父親跋帝。他們上方，也就是最右側的中間部份，可見三隻惡魔站立在一朶暗色雲霧上。

## 畫廊

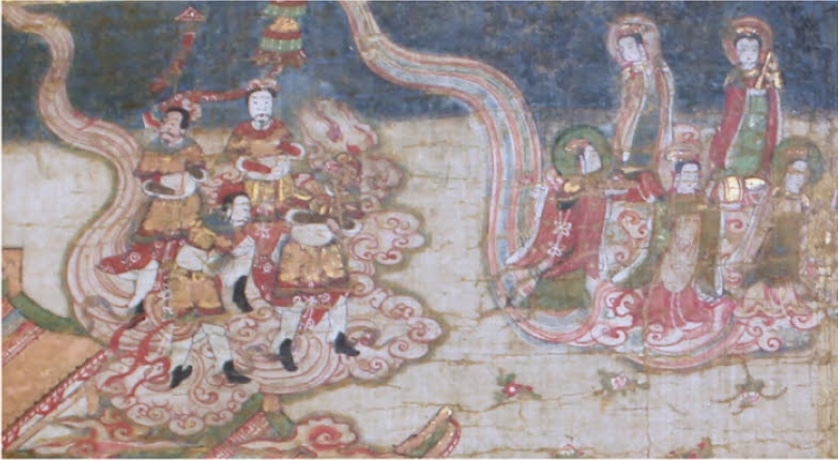
伎樂天和天軍神將
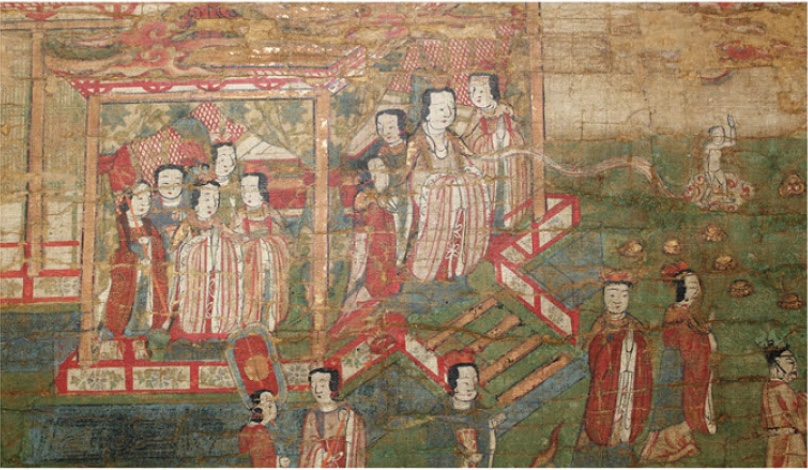
摩尼的母親滿艷
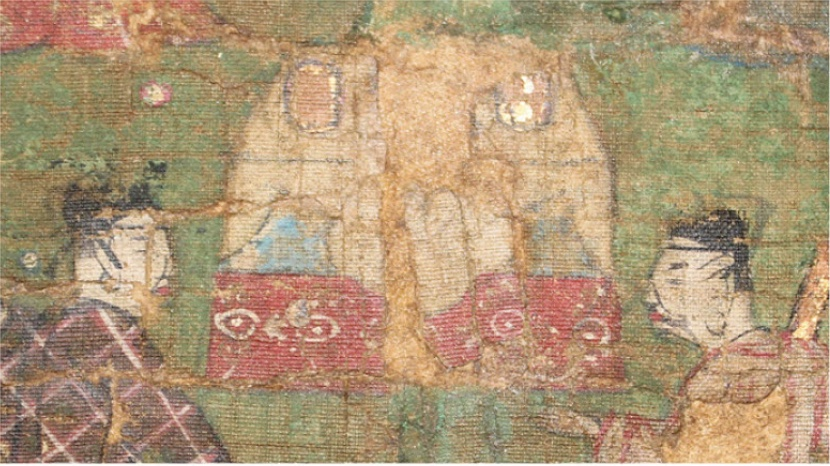
摩尼的漆盒嬰兒牀
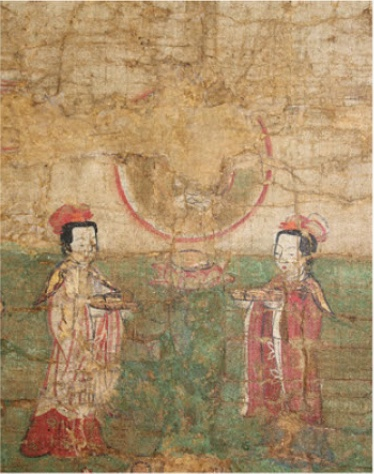
球體中的摩尼像和兩名供養人
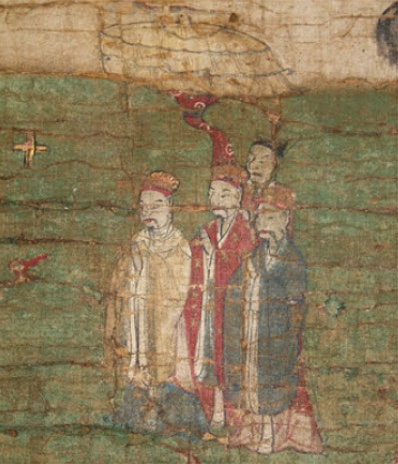
三名顯貴和撐華蓋的侍從
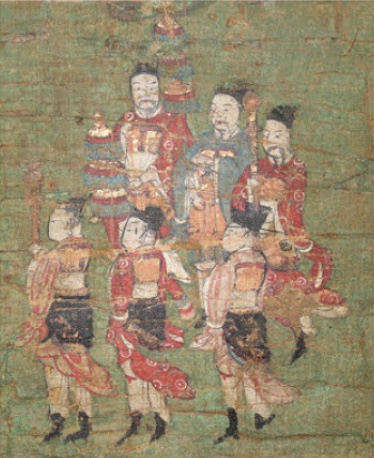
穿藍袍的顯貴，很有可能是摩尼的父親跋帝，和五名旗手

## 補說

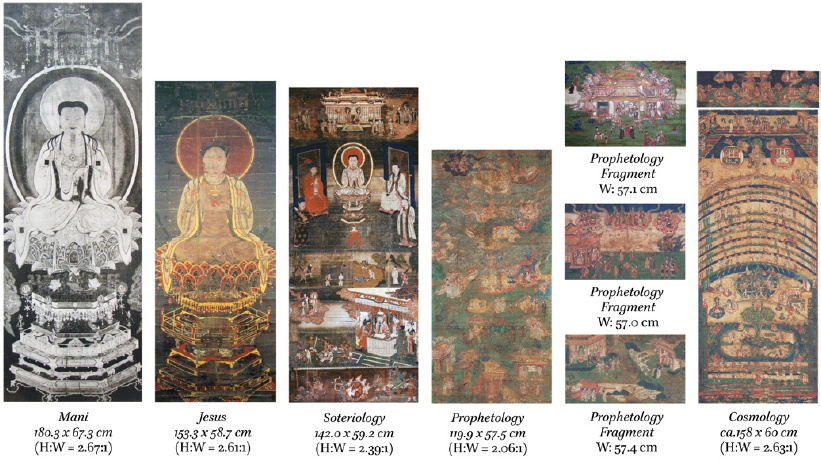
八幅絹畫圖集

目前已知的中國摩尼教絹畫掛軸包括《摩尼誕生圖》在內共八幅，可分為四大類：
單體神像兩幅（描繪摩尼和耶穌）
- 摩尼像
- 夷數佛幀

描繪救贖論（Soteriology）的畫軸一幅
- 冥王聖幀

描繪先知論（Prophetology）的畫軸四幅
- 摩尼的父母
- 摩尼誕生圖
- 聖者傳圖 1
- 聖者傳圖 2

描繪宇宙論（Cosmology）的畫軸一幅
- 摩尼教宇宙圖